# 劉奕霆
劉奕霆，生長於臺北市萬華區，新頭殼政治組記者出身，曾任臺北市政府觀光傳播局第七任局長，亦曾兼任臺北市政府發言人。
2019年8月12日，卸職臺北市政府發言人，由周台竹接任。2022年12月25日交接觀光傳播局局長一職，由第八屆市府的陳淑慧繼任，淡出政壇。

## 私人生活
和初戀女友於2017年5月結婚。
2019獲得「全台最窮局長」的封號，資產只有3萬元。劉奕霆表示，自己身上財產沒有太太那麼多，「由太太來理財，其實也沒有土地房產跟建物」，因此申報過程簡單。

## 节目
自2019年起，劉奕霆在臺北廣播電臺主持《臺北進行式》节目。

## 外部連結
- 劉奕霆的Facebook專頁